# Homewood (Californië)
Homewood is een gehucht in de Amerikaanse staat Californië. Het ligt in Placer County aan de westelijke oever van het grote bergmeer Lake Tahoe op 1900 meter boven zeeniveau. Homewood ligt aan de State Route 89, telt zo'n 200 inwoners en heeft als unincorporated community geen eigen bestuur. Op de bergflanken meteen ten westen van Homewood ligt het wintersportgebied Homewood Mountain Resort dat zeven skiliften telt en 510 hectare skigebied.